# خنافره
خنافره شهری از توابع بخش خنافره شهرستان شادگان در استان خوزستان ایران است. با مصوبه دولت در دی ۱۳۹۱ روستای خروسی جنوبی به شهر تبدیل و خنافره نامگذاری شد.

## جمعیت
بر پایه سرشماری عمومی نفوس و مسکن در سال ۱۳۹۰ جمعیت این شهر ۳٬۶۳۳ نفر (در ۸۳۱ خانوار) بوده‌است.